# Šapur IV.
Šapur IV. (srednjeperzijsko 𐭱𐭧𐭯𐭥𐭧𐭥𐭩‎ Šāhpuhr) je bil od leta 415 do 420 kralj perzijske Armenije in nekaj časa leta 420 kralj kraljev Sasanidskega cesarstva, * ni znano, † 420, Ktezifon, Sasanidsko cesarstvo.

## Življenjepis
Šapur IV. je bil sin šaha Jazdegerda I. in Šušanduht. Imel je brata Bahrama IV. in Narseha. Po smrti arsakidskega armenskega kralja Kozrava IV. se je Jazdegerd I. odločil, da bo armensko krono prenesel na svojega najstarejšega sina Šapurja IV. in ne na Kozravovega načaka Artašesa IV. Šapur se je med vladanjem v Armeniji osredotočil na spravo in vzpostavitev prijateljskih odnosov s plemstvom. Krščansko Armenijo na vse načine poskušal spreobrniti v zaratustrstvo, vendar je bil večinoma neuspešen.
Leta 420 je Jazdegerda I. v Hirkaniji umorilo sasanidsko plemstvo. Šapur je takoj zapustil Armenijo in v Ktezifonu zahteval sasanidsko krono. Vladal je zelo malo časa. Sasanidsko plemstvo in duhovščina sta ga umorila, ker sta sklenila pregnati vse sinove Jazdegerda I. Po Šapurjevem umoru so morilci za sasanidskega šaha imenovali Kozrava, sina Bahrama IV.

## Vir
- Pourshariati, Parvaneh (2008). Decline and Fall of the Sasanian Empire: The Sasanian-Parthian Confederacy and the Arab Conquest of Iran. London and New York: I.B. Tauris. ISBN 978-1-84511-645-3.

| Šapur IV. Sasanidska dinastijaRojen: ni znano Umrl: 420 |                                    |                             |
| Predhodnik: Jazdegerd I.                                | Kralj kraljev Irana in Neirana 420 | Naslednik: Kozrav Uzurpator |